# Futbol'nyj Klub Dynamo Kyïv 2000-2001
Questa voce raccoglie le informazioni riguardanti il Futbol'nyj Klub Dynamo Kyïv nelle competizioni ufficiali della stagione 2000-2001. 

## Stagione
La Dinamo Kiev, allenata da Valerij Lobanovs'kyj, concluse la stagione al primo posto nel campionato ucraino, vincendo per la nona volta il titolo, ai danni dello Šachtar, superato in classifica a due giornate dalla fine. In Coppa di Ucraina la Dinamo venne sconfitta all'esordio, ai rigori, contro lo Spartak Sumy. In Champions League il cammino degli ucraini si fermò già alla prima fase a gironi, ove totalizzò solo 4 punti e fu eliminata da tutte le competizioni europee.

## Rosa
| N. |                        | Ruolo | Calciatore                   |
| -- | ---------------------- | ----- | ---------------------------- |
| 1  | Ucraina (bandiera)     | P     | Oleksandr Šovkovs'kyj        |
| 2  | Bielorussia (bandiera) | C     | Aljaksandr Chackevič         |
| 3  | Russia (bandiera)      | D     | Aleksej Gerasimenko          |
| 4  | Ucraina (bandiera)     | D     | Oleksandr Holovko (capitano) |
| 5  | Ucraina (bandiera)     | D     | Vladyslav Vaščuk             |
| 6  | Ucraina (bandiera)     | D     | Jurij Dmytrulin              |
| 7  | Georgia (bandiera)     | D     | K'akhaber K'aladze           |
| 7  | Ucraina (bandiera)     | A     | Oleksandr Melaščenko         |
| 8  | Bielorussia (bandiera) | C     | Valjancin Bjal'kevič         |
| 9  | Romania (bandiera)     | C     | Florin Cernat                |
| 10 | Uzbekistan (bandiera)  | A     | Maksim Shatskix              |
| 11 | Georgia (bandiera)     | A     | Giorgi Demetradze            |
| 11 | Bulgaria (bandiera)    | A     | Georgi Peev                  |
| 12 | Ucraina (bandiera)     | P     | Vjačeslav Kernozenko         |

| N. |                                | Ruolo | Calciatore           |
| -- | ------------------------------ | ----- | -------------------- |
| 13 | Ucraina (bandiera)             | P     | Illja Blyznjuk       |
| 14 | Ucraina (bandiera)             | C     | Andrij Husin         |
| 15 | Ucraina (bandiera)             | C     | Artem Jaškin         |
| 16 | Ungheria (bandiera)            | D     | László Bodnár        |
| 17 | Ucraina (bandiera)             | D     | Serhij Fedorov       |
| 18 | Ucraina (bandiera)             | D     | Vasyl' Kardaš        |
| 19 | Ucraina (bandiera)             | D     | Hennadij Moroz       |
| 20 | Ucraina (bandiera)             | D     | Dmytro Mychajlenko   |
| 23 | Russia (bandiera)              | C     | Vladimir Kuz'mičëv   |
| 26 | Ucraina (bandiera)             | D     | Andrij Nesmačnyj     |
| 27 | Ucraina (bandiera)             | A     | Oleh Venhlyns'kyj    |
| 28 | Ucraina (bandiera)             | C     | Serhij Serebrennikov |
| 29 | Ucraina (bandiera)             | D     | Vitalij Lysyc'kyj    |
| 32 | Serbia e Montenegro (bandiera) | D     | Goran Gavrančić      |

## Statistiche

### Statistiche di squadra
| Competizione     | Punti | Totale | Totale | Totale | Totale | Totale | Totale | DR  |
| Competizione     | Punti | G      | V      | N      | P      | Gf     | Gs     | DR  |
| ---------------- | ----- | ------ | ------ | ------ | ------ | ------ | ------ | --- |
| Vyšča Liha       | 64    | 26     | 20     | 4      | 2      | 58     | 17     | +41 |
| Coppa d'Ucraina  | -     | 1      | 0      | 1      | 0      | 0      | 0      | 0   |
| Champions League | 4     | 8      | 1      | 3      | 4      | 8      | 9      | -1  |
| Totale           | -     | 35     | 21     | 8      | 6      | 66     | 26     | +40 |